# Estrecho de Tiquina

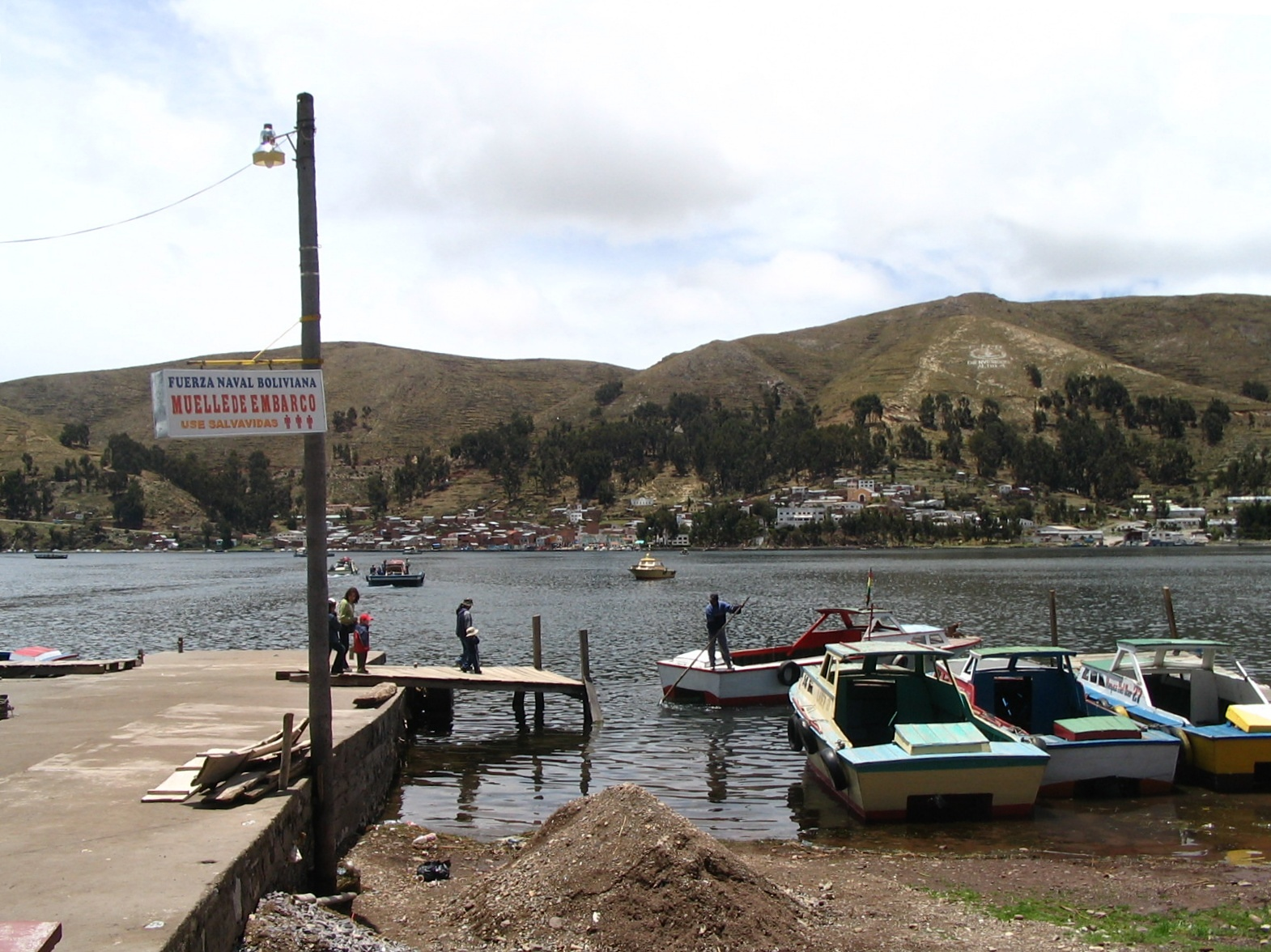
Cieśnina Tiquina

Estrecho de Tiquina – cieśnina łącząca większą część jeziora Titicaca z jego mniejszą częścią. Położona jest na granicy Peru i Boliwii. Szerokość cieśniny w najwęższym miejscu 850 metrów.

## Geografia
Cieśnina łączy górne jezioro Chicuito i dolne (mniejsze) jezioro Huiñaimarca. Całość tworzy jezioro Titicaca, które jest największym według objętości jeziorem w Ameryce Południowej. Cieśnina oddziela miejscowość San Pedro de Tiquina od San Pablo de Tiquina
Pojazdy przez cieśninę transportowane są na specjalnych barkach.